# Llista de topònims de Nyer
Llista de topònims (noms propis de lloc) de Nyer (Conflent).
Informació actualitzada per un bot. Els canvis manuals es perdran quan s'actualitzi!

## cim
| imatge | Nom                    | Ubicat a                          | instància de | Detalls | coordenades                                                                             | Protecció | Commons (més fotos) | Dades a WD                    |
| ------ | ---------------------- | --------------------------------- | ------------ | ------- | --------------------------------------------------------------------------------------- | --------- | ------------------- | ----------------------------- |
|        | Pic de Tres Estelles   | Pi de Conflent Saorra Nyer Escaró | cim muntanya |         | 42° 30′ 32″ N, 2° 19′ 24″ E / 42.508771955°N,2.32321679045°E 2099 msnm                  |           |                     | Modifica les dades a Wikidata |
|        | Puig de Ribes Blanques | Nyer                              | cim muntanya |         | 42° 28′ 45″ N, 2° 15′ 33″ E / 42.47929722222222°N,2.2590583333333334°E 2439.7 msnm      |           |                     | Modifica les dades a Wikidata |
|        | Puig de la Segalissa   | Escaró Nyer                       | cim muntanya |         | 42° 30′ 55″ N, 2° 18′ 37″ E / 42.51523611111111°N,2.3103583333333333°E 1684 1795.4 msnm |           |                     | Modifica les dades a Wikidata |
|        | Roc dels Cimbells      | Toès i Entrevalls Nyer            | cim muntanya |         | 42° 29′ 41″ N, 2° 15′ 40″ E / 42.49459444°N,2.26106389°E 2280 msnm                      |           |                     | Modifica les dades a Wikidata |

## església
| imatge | Nom                                        | Ubicat a | instància de          | Detalls                                                   | coordenades                                                                                         | Protecció                     | Commons (més fotos)                     | Dades a WD                    |
| ------ | ------------------------------------------ | -------- | --------------------- | --------------------------------------------------------- | --------------------------------------------------------------------------------------------------- | ----------------------------- | --------------------------------------- | ----------------------------- |
|        | Mare de Déu de Lurdes dels Banys de Toès   | Nyer     | església              |                                                           | 42° 31′ 45″ N, 2° 14′ 53″ E / 42.52916666666667°N,2.2480555555555557°E Els Banys de Toès 761.2 msnm |                               |                                         | Modifica les dades a Wikidata |
|        | Mare de Déu de la Salut dels Banys de Toès | Nyer     | església              |                                                           | 42° 31′ 45″ N, 2° 14′ 53″ E / 42.529061°N,2.248032°E Els Banys de Toès 741.3 msnm                   |                               |                                         | Modifica les dades a Wikidata |
|        | Sant Iscle de Porcinyans                   | Nyer     | església              |                                                           | 42° 32′ 00″ N, 2° 17′ 27″ E / 42.533292°N,2.290901°E 1030 msnm                                      |                               |                                         | Modifica les dades a Wikidata |
|        | Sant Jaume de Nyer                         | Nyer     | església              | Estil: arquitectura romànica Anomenat per: Jaume el Major | 42° 31′ 58″ N, 2° 16′ 33″ E / 42.5327°N,2.2759°E fr:Le Village 719.2 msnm                           | monument històric inventariat | Église Saint-Jacques de Nyer            | Modifica les dades a Wikidata |
|        | Sant Just i Sant Pastor d'En               | Nyer     | església Ús: església | Estil: arquitectura romànica Dedicat a: Just i Pastor     | 42° 32′ 06″ N, 2° 15′ 58″ E / 42.535°N,2.26601°E 936.1 msnm                                         | monument històric inventariat | Église Saint-Just-et-Saint-Pasteur d'En | Modifica les dades a Wikidata |
|        | Santa Maria de la Roca                     | Nyer     | església              |                                                           | 42° 31′ 36″ N, 2° 16′ 50″ E / 42.526573°N,2.280599°E 844.2 msnm                                     |                               | Église Notre-Dame-de-la-Roca            | Modifica les dades a Wikidata |

## muntanya
| imatge | Nom                       | Ubicat a               | instància de | Detalls | coordenades                                                          | Protecció | Commons (més fotos) | Dades a WD                    |
| ------ | ------------------------- | ---------------------- | ------------ | ------- | -------------------------------------------------------------------- | --------- | ------------------- | ----------------------------- |
|        | Pic del Pla de les Eugues | Nyer Pi de Conflent    | muntanya     |         | 42° 30′ 14″ N, 2° 19′ 24″ E / 42.50389°N,2.32324°E                   |           |                     | Modifica les dades a Wikidata |
|        | Pic del Solà Gros         | Nyer Pi de Conflent    | muntanya     |         | 42° 30′ 00″ N, 2° 19′ 07″ E / 42.5001°N,2.31874722°E                 |           |                     | Modifica les dades a Wikidata |
|        | Puig de la Costa Llisa    | Nyer                   | muntanya     |         | 42° 29′ 17″ N, 2° 15′ 51″ E / 42.48796944°N,2.26421667°E 2323.6 msnm |           |                     | Modifica les dades a Wikidata |
|        | Puig de la Feixa Llarga   | Fontpedrosa Nyer       | muntanya     |         | 42° 27′ 57″ N, 2° 14′ 35″ E / 42.465939°N,2.242975°E 1924.7 msnm     |           |                     | Modifica les dades a Wikidata |
|        | Roc dels Traspassats      | Toès i Entrevalls Nyer | muntanya     |         | 42° 30′ 23″ N, 2° 16′ 02″ E / 42.50648°N,2.267346°E 2039 msnm        |           |                     | Modifica les dades a Wikidata |

## port de muntanya
| imatge | Nom                                  | Ubicat a               | instància de     | Detalls | coordenades                                                                       | Protecció | Commons (més fotos) | Dades a WD                    |
| ------ | ------------------------------------ | ---------------------- | ---------------- | ------- | --------------------------------------------------------------------------------- | --------- | ------------------- | ----------------------------- |
|        | Coll de Bernat                       | Nyer Pi de Conflent    | port de muntanya |         | 1192 msnm                                                                         |           |                     | Modifica les dades a Wikidata |
|        | Coll de Cuna                         | Nyer                   | port de muntanya |         | 42° 31′ 31″ N, 2° 16′ 37″ E / 42.525325°N,2.276933°E 1048.4 msnm                  |           |                     | Modifica les dades a Wikidata |
|        | Coll de Tres Estelles                | Escaró Nyer            | port de muntanya |         | 42° 30′ 59″ N, 2° 18′ 23″ E / 42.516288888889°N,2.3063472222222°E 1676.8 msnm     |           |                     | Modifica les dades a Wikidata |
|        | Coll de la Llosa                     | Escaró Nyer            | port de muntanya |         | 42° 31′ 55″ N, 2° 17′ 53″ E / 42.531808°N,2.298164°E 1192 msnm                    |           | Coll de la Llosa    | Modifica les dades a Wikidata |
|        | Coll del Burro                       | Fontpedrosa Nyer       | port de muntanya |         | 42° 27′ 34″ N, 2° 14′ 38″ E / 42.4595°N,2.243922°E 2289.6 msnm                    |           |                     | Modifica les dades a Wikidata |
|        | Coll del Pal                         | Mentet Nyer            | port de muntanya |         | 42° 27′ 55″ N, 2° 15′ 31″ E / 42.465358°N,2.258589°E 2293.9 msnm                  |           |                     | Modifica les dades a Wikidata |
|        | Coll del Sabater                     | Nyer                   | port de muntanya |         | 42° 31′ 31″ N, 2° 15′ 20″ E / 42.525158°N,2.25555°E 1059.6 msnm                   |           |                     | Modifica les dades a Wikidata |
|        | Coll del Solà de les Aigües Calentes | Nyer                   | port de muntanya |         | 42° 31′ 42″ N, 2° 15′ 06″ E / 42.52820555555556°N,2.2516777777777777°E 858.3 msnm |           |                     | Modifica les dades a Wikidata |
|        | Collada de l'Ós                      | Nyer                   | port de muntanya |         | 42° 28′ 25″ N, 2° 15′ 45″ E / 42.473567°N,2.262622°E 2384.1 msnm                  |           |                     | Modifica les dades a Wikidata |
|        | Collet de Moreries                   | Nyer                   | port de muntanya |         | 42° 30′ 32″ N, 2° 17′ 12″ E / 42.508808°N,2.286756°E 1266.7 msnm                  |           |                     | Modifica les dades a Wikidata |
|        | Collet de l'Ànima Blanca             | Nyer Toès i Entrevalls | port de muntanya |         | 42° 30′ 28″ N, 2° 16′ 02″ E / 42.507847°N,2.267203°E 1951.9 msnm                  |           |                     | Modifica les dades a Wikidata |
|        | Collet de la Pregonella              | Nyer                   | port de muntanya |         | 42° 30′ 21″ N, 2° 18′ 07″ E / 42.50575°N,2.302003°E 1503.1 msnm                   |           |                     | Modifica les dades a Wikidata |
|        | Collet de la Rabadana                | Nyer Toès i Entrevalls | port de muntanya |         | 42° 29′ 50″ N, 2° 15′ 47″ E / 42.497314°N,2.26305°E 2139.3 msnm                   |           |                     | Modifica les dades a Wikidata |
|        | Collet del Monjo                     | Nyer                   | port de muntanya |         | 42° 29′ 15″ N, 2° 16′ 10″ E / 42.487586°N,2.269319°E 2164.2 msnm                  |           |                     | Modifica les dades a Wikidata |

## Misc
| imatge | Nom                              | Ubicat a                                                                                         | instància de                            | Detalls                                                       | coordenades | Protecció                          | Commons (més fotos)                 | Dades a WD                    |
| ------ | -------------------------------- | ------------------------------------------------------------------------------------------------ | --------------------------------------- | ------------------------------------------------------------- | --- | ---------------------------------- | ----------------------------------- | ----------------------------- |
|        | Bosc Estatal d'En - Entrevalls   | Nyer Toès i Entrevalls                                                                           | bosc estatal                            | Superfície: 10.6km²                                           | 42° 30′ 49″ N, 2° 15′ 01″ E / 42.513611111111°N,2.2502777777778°E                                                                             |                                    |                                     | Modifica les dades a Wikidata |
|        | Carançà                          | Fontpedrosa Nyer Toès i Entrevalls Conflent                                                      | torrent                                 | Desemboca: Tet Llarg: 15.3km Conca: 43.2km²                   | 42° 31′ 28″ N, 2° 13′ 14″ E / 42.52433°N,2.22049°E 843 msnm                                                                                   | zona ZNIEFF lloc natural catalogat | Carança                             | Modifica les dades a Wikidata |
|        | Castell de Nyer                  | Nyer                                                                                             | edifici                                 |                                                               | 42° 31′ 58″ N, 2° 16′ 35″ E / 42.532742°N,2.276342°E 740.9 msnm                                                                               |                                    |                                     | Modifica les dades a Wikidata |
|        | Castell de la Roca de Nyer       | Nyer                                                                                             | castell                                 |                                                               | 42° 31′ 36″ N, 2° 16′ 51″ E / 42.5266°N,2.2807°E fr:La Grevolosa 847.2 msnm                                                                   | monument històric inventariat      | Château de la Roca d'Anyer (Nyer)   | Modifica les dades a Wikidata |
|        | Els Banys de Toès                | Nyer                                                                                             | establiment mèdic                       |                                                               | 42° 31′ 45″ N, 2° 14′ 53″ E / 42.529125°N,2.2480944444444°E Conflent 744.9 msnm                                                               |                                    | Thuès-les-Bains                     | Modifica les dades a Wikidata |
|        | En                               | Nyer districte de Prada Pirineus Orientals                                                       | poble municipi francès                  |                                                               | 42° 31′ 55″ N, 2° 15′ 52″ E / 42.53194444°N,2.26444444°E Conflent 947.5 msnm                                                                  |                                    | En (Pyrénées-Orientales)            | Modifica les dades a Wikidata |
|        | Estació de Nyer                  | Nyer                                                                                             | estació de ferrocarril                  |                                                               | 42° 32′ 30″ N, 2° 15′ 47″ E / 42.541669°N,2.263002°E 663 msnm                                                                                 |                                    | Gare de Nyers                       | Modifica les dades a Wikidata |
|        | Gorges de Nyer                   | Nyer                                                                                             | canyó                                   |                                                               | 42° 31′ 14″ N, 2° 17′ 05″ E / 42.520436°N,2.284678°E 826.3 msnm                                                                               |                                    |                                     | Modifica les dades a Wikidata |
|        | Porcinyans                       | Nyer                                                                                             | despoblat                               |                                                               | 42° 32′ 00″ N, 2° 17′ 28″ E / 42.533419444444°N,2.2910472222222°E Conflent 1030.4 msnm                                                        |                                    |                                     | Modifica les dades a Wikidata |
|        | Puigmal-Carançà                  | Er Eina Fontpedrosa Llo Nyer Oceja Planès Sant Pere dels Forcats Toès i Entrevalls Vallcebollera | Zona d'especial protecció per a les aus | 2006-03-07 Superfície: 10260ha Anomenat per: Carançà          | |                                    |                                     | Modifica les dades a Wikidata |
|        | Reserva Natural de Nyer          | Nyer                                                                                             | reserva natural                         | 1998-01-21 Superfície: 2192ha                                 | 42° 29′ 23″ N, 2° 16′ 48″ E / 42.489722222222°N,2.28°E                                                                                        |                                    |                                     | Modifica les dades a Wikidata |
|        | Ribera de Mentet                 | Mentet Nyer                                                                                      | curs d'aigua                            | Desemboca: Tet Llarg: 18.5km                                  | 42° 28′ 41″ N, 2° 18′ 05″ E / 42.47793055555555°N,2.3012888888888887°E 42° 32′ 35″ N, 2° 15′ 43″ E / 42.543169444444445°N,2.262052777777778°E |                                    |                                     | Modifica les dades a Wikidata |
|        | Sant Andreu d'Eixalada           | Nyer                                                                                             | monestir                                | 840 Estat: enderrocat o destruït Anomenat per: Andreu apòstol | 42° 32′ 02″ N, 2° 15′ 23″ E / 42.533783°N,2.256339°E 1030 msnm                                                                                |                                    |                                     | Modifica les dades a Wikidata |
|        | Sant Jaume de Nyer               | Nyer                                                                                             | capella                                 |                                                               | 42° 31′ 58″ N, 2° 16′ 34″ E / 42.532705°N,2.276221°E 722.3 msnm                                                                               |                                    |                                     | Modifica les dades a Wikidata |
|        | Tet                              | Pirineus Orientals                                                                               | riu                                     | Desemboca: mar Mediterrània Llarg: 115.8km Conca: 1369km²     | 42° 42′ 48″ N, 3° 02′ 23″ E / 42.713333333333°N,3.0397222222222°E                                                                             |                                    | Têt                                 | Modifica les dades a Wikidata |
|        | Torre de Nyòvols                 | Nyer                                                                                             | torre                                   |                                                               | 42° 31′ 53″ N, 2° 14′ 59″ E / 42.531384°N,2.249634°E 799.8 msnm                                                                               |                                    |                                     | Modifica les dades a Wikidata |
|        | casa de la vila de Nyer          | Nyer                                                                                             | instal·lació Ús: seu del govern local   |                                                               | 42° 31′ 59″ N, 2° 16′ 34″ E / 42.5331259141689°N,2.27604682327989°E fr:66360 NYER                                                             |                                    | Town hall of Nyer                   | Modifica les dades a Wikidata |
|        | cementiri de Nyer                | Nyer                                                                                             | cementiri                               |                                                               | 42° 32′ 06″ N, 2° 16′ 27″ E / 42.5349°N,2.2742°E                                                                                              |                                    |                                     | Modifica les dades a Wikidata |
|        | reserva natural regional de Nyer | Nyer                                                                                             | regional nature reserve àrea protegida  | 1998-01-21 2007 Superfície: 2192 2192.3385ha                  | 42° 29′ 23″ N, 2° 16′ 48″ E / 42.489722222222°N,2.28°E                                                                                        |                                    | Réserve naturelle régionale de Nyer | Modifica les dades a Wikidata |
|        | vall de Carançà                  | Fontpedrosa Toès i Entrevalls Nyer                                                               | vall                                    |                                                               | Carançà | zona ZNIEFF                        |                                     | Modifica les dades a Wikidata |